# Alberto Belsué
Alberto Belsué Arias (Zaragoza, 2 de março de 1968) é um ex-futebolista espanhol. Disputou apensa a Eurocopa de 1996.

## Carreira
"Estourou" no Zaragoza, clube de sua cidade natal, onde atuou por dez anos.Jamais disputou uma Copa do Mundo, e sua trajetória na Seleção da Espanha foi muito curta: foram apenas dois anos na Fúria. Chegou a disputar duas partidas pela Seleção da Província de Aragão. Em ambas as seleções, Belsué não marcou nenhum gol.
Deixou os gramados no ano de 2003, quando atuava no clube grego Iraklis.

## Curiosidade
A grafia correta de seu sobrenome é "Belsué", com "E" aberto, e não "Belsúe", como era grafado em sua camisa.